# Euxoa melana
Euxoa melana är en fjärilsart som beskrevs av Lafontaine 1975. Euxoa melana ingår i släktet Euxoa och familjen nattflyn. Inga underarter finns listade i Catalogue of Life.